# Чинарджък
Чинарджък (на турски: Çınarcık) е град и окръг във вилает Ялова в регион Мармара в Турция. Кмет е Нуман Сойер (Партия на справедливостта и развитието).
Чинарджък има постоянно население от 18 000 души, но местоположението му близо до Истанбул го прави популярно място за летни вили. През лятото населението може да достигне 300 000 души и строителството на нови летни вили в града върви бързо.
Чинарджък предлага редица ваканционни дейности, включително къмпинг, туризъм и плажове. По-голямата част от бреговата линия на града е скалиста, но западният край има пясъчни плажове с няколко ресторанта. Плажовете не са с високо качество според турските стандарти, тъй като в прибоя има значително количество водорасли и медузи. Нощният живот може да бъде оживен през лятото, поради големия брой жители на Истанбул, които отсядат там.